# Пхутхадитжхаба

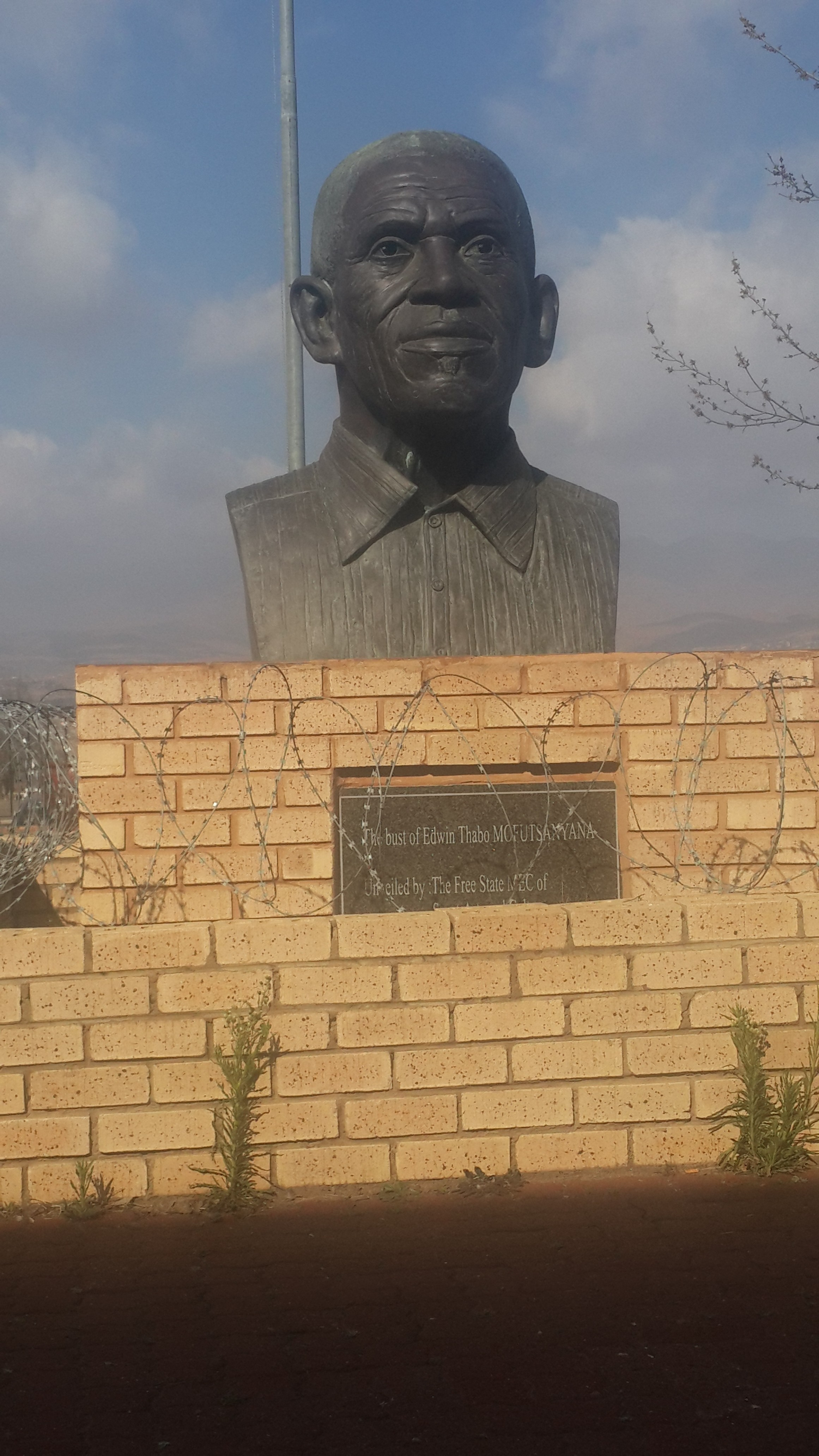
Бюст Т. Мофутсаньяна

Пхутхадитжхаба (африк. Phuthaditjhaba) (ранее Уитсишук или Кваква) — город в провинции Фри-Стейт, ЮАР.
Расположен на берегу реки Эландс в районе Драконовых гор на высоте 1646 м. Находится близ границы с провинцией Квазулу-Натал на юго-востоке и королевством Лесото на юго-западе.

## Население
Население в 2011 году составляло 54 661 человек. Площадь — 23,83 км². Плотность — 2300 чел/км².
Состав населения:
- Чёрных африканцев — 99,0 %
- белых — 0,1 %
- индийцев / азиатов — 0,5 %
- других — 0,4 %

## История
Во времена апартеида город был столицей бантустана Кваква, в 1994 году бантустан был включён в состав провинции Фри-Стейт, ЮАР. В этом районе проживали, в основном, представители народа басуто.

## Топология
Пхутхадитжхаба — на языке сесото, означает место встречи племён. Пхутадитжаба был столицей бантустана. Частые и обильные снегопады на горных пиках Драконовых гор, окружающих город, привели к тому, что местные жители назвали этот регион Кваква(белее белого).

## Достопримечательности
Недалеко от Пхутхадитжхаба расположен Национальный парк Золотые Ворота, привлекательное место для туризма в этом районе.

## Персоналии
- Мофутсаньяна, Тхабо (1899—1995) — южноафриканский политический и профсоюзный деятель, борец с апартеидом, генеральный секретарь Коммунистической партии Южной Африки (1935—1938).